# 사회주의 좌파
사회주의 좌파(스페인어: Izquierda Socialista, IS)는 아르헨티나의 트로츠키주의 정치 그룹이다.